# El Carbonero

«El Carbonero» es una canción de género folklore, escrita por el cantautor salvadoreño Francisco Antonio Lara Hernández, conocido como "Pancho Lara", es considerada por muchos salvadoreños como el segundo himno nacional del país centroamericano.

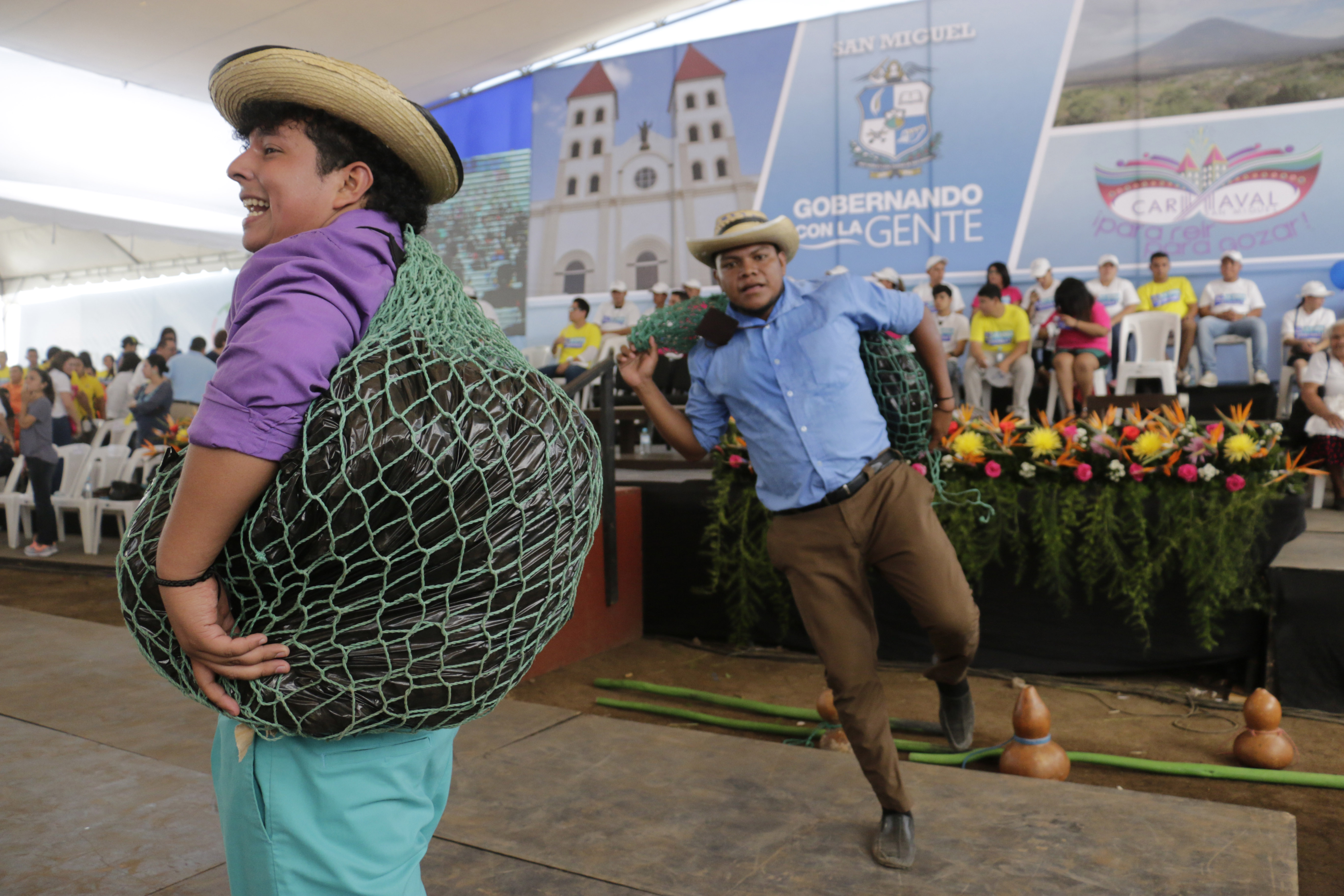
interpretación de la canción folklórica El carbonero, que sigue siendo parte de la identidad nacional de El Salvador

## Orígenes
La canción fue escrita en el año de 1934, versa de forma poética la visión campesina de dicho trabajo, mismo que se realizaba en las montañas y montes boscosos de El Salvador durante la década de los años 30’s, siendo digna esta de un análisis hermenéutico desde el ambiente natural que rodeaba a El Salvador en esos tiempos, hasta los fenómenos sociales que ocurrían dentro de la misma. 

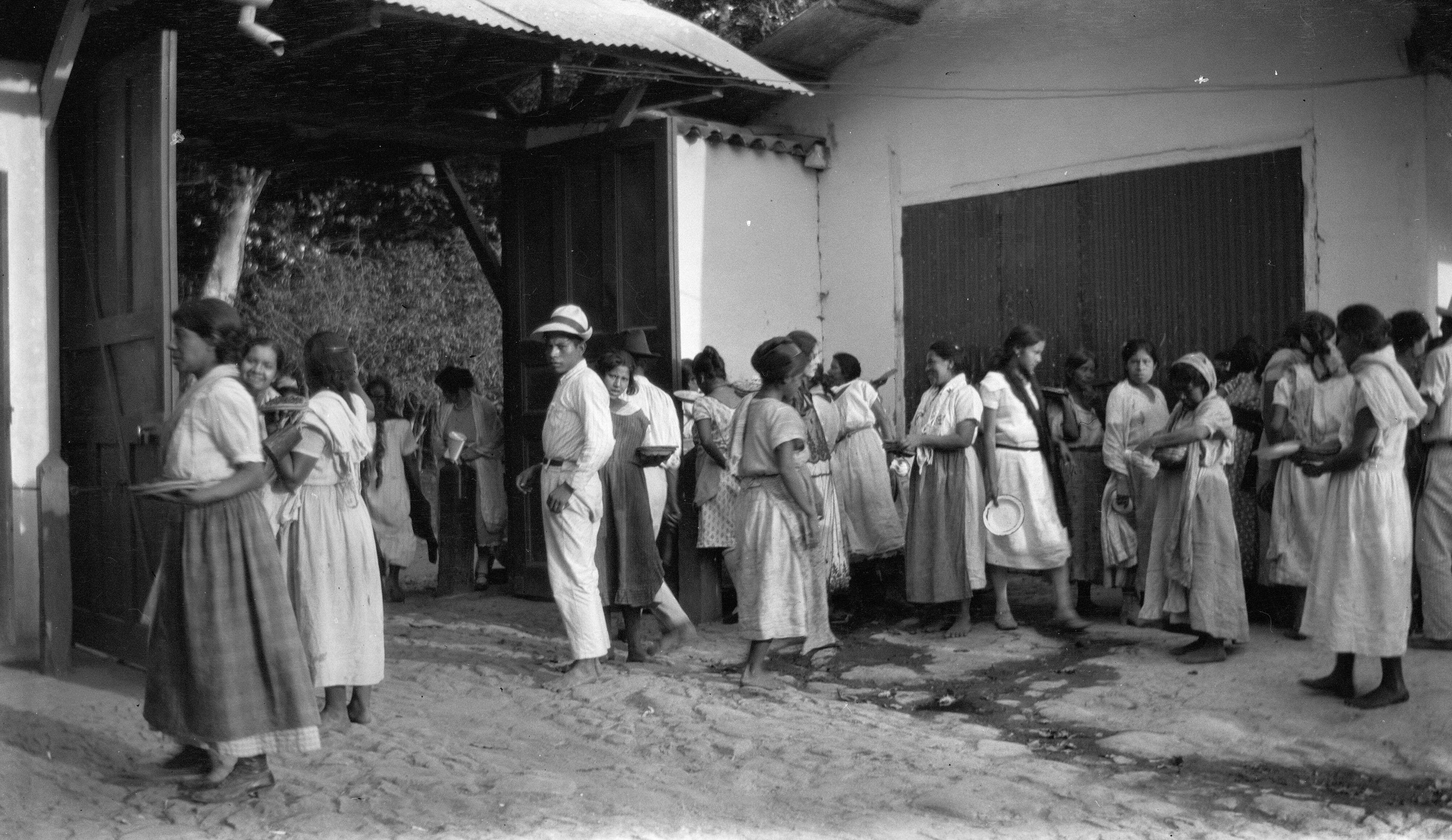
Trabajadores de una plantación de café en El Salvador esperando la distribución de salarios en forma de alimentos. Foto tomada por Eduard Paulig.

La composición de “El Carbonero” coincide en su plano temporal-histórico con la dictadura del Gral. Maximiliano Hernández Martínez, trágicamente célebre por haber ordenado el etnocidio de más de 25 mil indígenas en enero de 1932, cuyo gobierno, iluminado por la adaptación caricaturesca de la teosofía, continuó hasta 1944 siendo derrocado gracias a la famosa "Huelga de los Brazos Caídos" de ese año.

## Estructura de la Composición
Dicha canción en síntesis, nos habla acerca de un personaje de orígenes humildes que baja de las cumbres cargando carbón de madera que venderá en las calles de los pueblos y en el mercado. Mientras desciende viene “enredando horizontes y cruzando vallados a donde gime el torogoz”, mítica ave, adoptada como nacional apenas desde 1999, pero ya muy popular y conocida por los campesinos de las montañas.  
La historia y la letra son sencillas, pero están preñadas de un enorme simbolismo, lo que nos lleva a varias interpretaciones en el significado de su letra: 
La primera, en su estribillo “soy carbonero que vengo"; se refiere al extinto oficio heredado de la época de la colonia, en otros lugares como España, México y Argentina, el trabajo de carbonero era extenuante pero bien remunerado, en las antiguas coplas populares españolas describen su deambular por las calles: “Carbón de encina, cisco de roble la confianza no está en los hombres. No está en los hombres, ni en las mujeres, que está en el tronco de los laureles”. 
La segunda, el carbonero pregona orgulloso que su “carboncito negro vierte lumbre de amor y es de nacascol, chaperno y copinol”; esto se relaciona al comercio de un recurso natural: el uso indiscriminado de la leña como método de cocción y la generación artesanal de carbón vegetal, costumbre alentada por la pobreza, que prevalecía en el 92% de hogares rurales y que ha sido una de las causas por las que El Salvador sea el país más deforestado de Centroamérica.
La tercera, el cuestionado estribillo “sí mi señor, es buen carbón” que denota la sumisión del campesino-carbonero ante un sistema de producción impuesto por el corvo y el fusil.
El Salvador, desde 1931 hasta 1979, estuvo gobernado por militares y su economía se basaba en el monocultivo del café, por lo que no había forma o sentido más lógico de expresión ante los patrones o caporales para alguien que estaba sometido a las tiendas de raya y a condiciones laborales cercanas a la esclavitud, por esto es considerado por los historiadores un ejemplo alegórico de los grandes destrozos al cumplimento de los Derechos Humanos en aquella época.
La cuarta, La exaltación de lo bucólico como uno de los hilos rítmicos y conductores de la letra, la contemplación del paisaje “De las cumbres de El Rosario (San Salvador) de otros pueblos y el volcán” alentando el espíritu del solitario trajinar del carbonero.

## Recepción

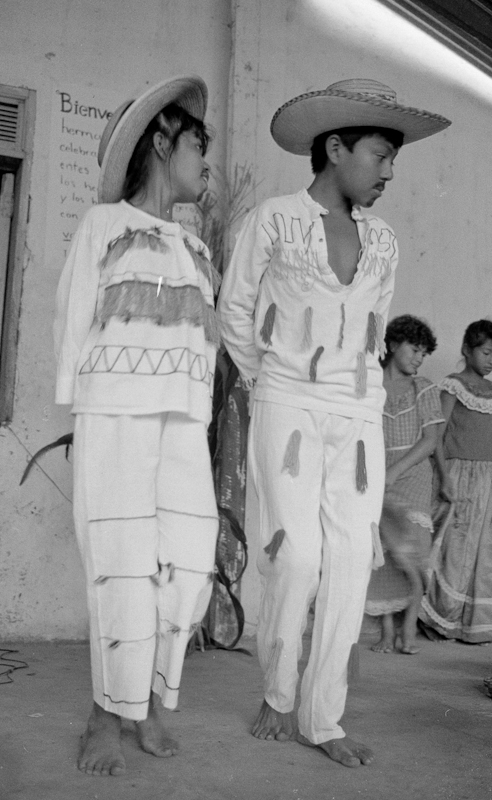
Niños salvadoreños interpretan el Carbonero; Fiesta del maíz en Apopa, El Salvador, en 1990

Impresiona la capacidad lírica y el poder de concreción de esta canción, sorprendiendo incluso a algunos críticos musicales, A pesar de que varios la consideran pobre en cuanto a diseño rítmico-melódico y armónico en su musicalización, manifiestan que tiene una composición letral que sorprendentemente ha permanecido “identificando” a los sectores humildes, o de estratos sociales medios lo que le han permitido mantenerse por generaciones como un “símbolo musical” en la parte histórica del país; ya que la misma también es representada por los niños en las escuelas y colegios salvadoreños en tiempos de fiestas nacionales, vestidos con las ropas tradicionales de El Salvador, Además la composición ha traspasado fronteras teniendo un apego enorme entre las comunidades de salvadoreños que residen en Estados Unidos y en otros lugares en el extranjero junto a canciones como Reencuentro de Álvaro Torres, entre otras.

«Letra de El Carbonero – Pancho Lara»

Soy carbonero que vengo de las cumbres, sí señor;
    "con mi carboncito negro, que vierte lumbre de amor";
De las cumbres de El Rosario,de otros pueblos y el volcán;
 "bajo siempre solitario a venderles mi carbón

(coro):"Sí, mi señor, es buen carbón, cómprelo usted, de nacascol;
     "Y de chaperno y de copinol; Todo señor, es buen carbón".

Cuando vengo por los montes con mi carga de carbón;
      "vengo enredando horizontes en mi largo trajinar".
Me cruzo por los vallados donde gime el torogoz";
     "Y cuando llego al mercado, les pregono con mi voz:".

(coro):"Sí, mi señor, es buen carbón, Cómprelo usted, de nacascol;

     "Y de chaperno y de copinol; Todo señor, es buen carbón".

## Versiones
El Carbonero ha sido re-versionado por muchos artistas salvadoreños, adaptándola a diversos ritmos, entre las más conocidas podemos mencionar las siguientes: 
- Orquesta Internacional Hermanos Flores
- Orquesta Internacional Sangre Morena
- Orquesta San Vicente; entre otras

Estas mismas en versión cumbia que le han vuelto aún más popular entre los salvadoreños.

### Versiones Mexicanas
La cantante Lucha Villa como homenaje realizó una versión en género ranchero en el año 2007 en su álbum  Puedo fallar, recordando su pasado en territorio salvadoreño, ya que en su juventud contrajo nupcias con Roberto Rengifo, rico hacendado de aquel país.
El cantante Alejandro Fernández interpretó  El Carbonero como parte de la inauguración del XVIII Cumbre Iberoamericana realizada en El Salvador en el año 2008.